# Windpark Muppandal
Der Windpark Muppandal ist ein Windpark im Bundesstaat Tamil Nadu in Indien. Mit einer installierten Leistung von 1500 MW hat er die Grenze von einem Gigawatt durchbrochen und ist einer der größten Windparks der Welt. Das Projekt befindet sich im Distrikt Kanyakumari in Tamil Nadu. Das Projekt wurde von der Tamil Nadu Energy Development Agency entwickelt.